# Budás
Budás (szlovákul: Budička) Zólyomternye településrésze, korábban önálló falu Szlovákiában, a Besztercebányai kerületben, a Zólyomi járásban.

## Fekvése
Zólyomtól 10 km-re északnyugatra, Zólyomternyétől 1 km-re délnyugatra fekszik.

## Története
1533-ban említik először, az osztrolukai uradalomhoz tartozott.
A 18. század végén Vályi András így ír róla: „BUDISKA. vagy Budicska. Tót falu Zólyom Vármegyében, birtokosa Osztroviczky Uraság, lakosai katolikusok, fekszik Ó Zolyomtól egy, és 1/4. mértföldnyire, Ternyének szomszédságában, mellynek filiája, legelője elegendő, fája is tűzre, piatzozása Zólyomban, Selmetzen, és Körmöczön két mértföldnyire, a’ hol valamint fél órányira Brezniczen is jó modgyok van a’ keresetre, de mivel határja hegyes, kősziklás, és nehezen miveltetik, ’s trágyáztatik, és épűletre való fája sem lévén, harmadik Osztálybéli.”
1828-ban 9 háza és 70 lakosa volt, akik főként mezőgazdasággal és állattartással foglalkoztak.
Fényes Elek 1851-ben kiadott geográfiai szótárában így ír a faluról: „Budicska, tót falu, Zólyom vármegyében, Bars szélén: 80 kath. lak. F. u. többen. Ut. p. Bucsa.”
1910-ben 155, túlnyomórészt szlovák lakosa volt. A trianoni diktátumig Zólyom vármegye Zólyomi járásához tartozott.
1925-ben csatolták Zólyomternyéhez.

## Lásd még
- Zólyomternye
- Zólyomszabadi